# 한국곡물음료재가공업협동조합
한국곡물음료재가공업협동조합은 1991년 2월 23일 설립허가된 대한민국 농림축산식품부 소관의 협동조합이다. 곡물음료재 가공업의 건전한 발전과 협동사업 수행을 목적으로 한다. 사무실은 서울특별시 양천구 목5동 907 현대월드타워에 있다.